# Власов, Роман Андреевич
Роман Андреевич Власов (род. 6 октября 1990г, Новосибирск, РСФСР, СССР) — российский борец греко-римского стиля.
Двукратный олимпийский чемпион (2012, 2016), трёхкратный чемпион мира (2011, 2015, 2021), четырёхкратный чемпион Европы (2012, 2013, 2018, 2019).
Заслуженный мастер спорта России.
Майор войск национальной гвардии РФ (Росгвардии).

## Биография
Родился 6 октября 1990 года в Новосибирске. Мать — Татьяна Леонидовна Власова, брат — Артём (мастер спорта по греко-римской борьбе, двукратный победитель молодёжного первенства России). До 7 класса Роман учился в Гимназии № 11 «Гармония», где его мать работала учителем истории, а после продолжил обучение в школе № 52. Именно старший брат в 1997 году привёл 6-летнего Романа в школу греко-римской борьбы заслуженного тренера СССР Виктора Михайловича Кузнецова. Роман Власов начинал тренироваться у тренера Вячеслава Викторовича Роденко. С 2002 года тренируется под руководством Виктора Михайловича Кузнецова.
По словам тренера, «Романа выделяют твёрдый характер, умение максимально собираться и настраиваться на каждую схватку. Именно эти качества очень многое значат в спорте, а особенно — на таком серьёзном уровне».
Образование:
2008-2013: Новосибирский Государственный Аграрный Университет. Форма обучения – очная. Специальность – Юриспруденция. Квалификация – юрист. 2017-2019: Кубанский Государственный Университет физической культуры, спорта и туризма. Форма обучения – очная. Специальность – Теория и практика спорта высших достижений. Квалификация – магистр спорта, диплом с отличием.
24 сентября 2019 года женился на российской шпажистке, бронзовом призёре Олимпийских игр 2016 года в командной шпаге Виолетте Колобовой.

### Общественная позиция
В 2024 году является доверенным лицом кандидата в президенты России Владимира Путина.

## Спортивные достижения

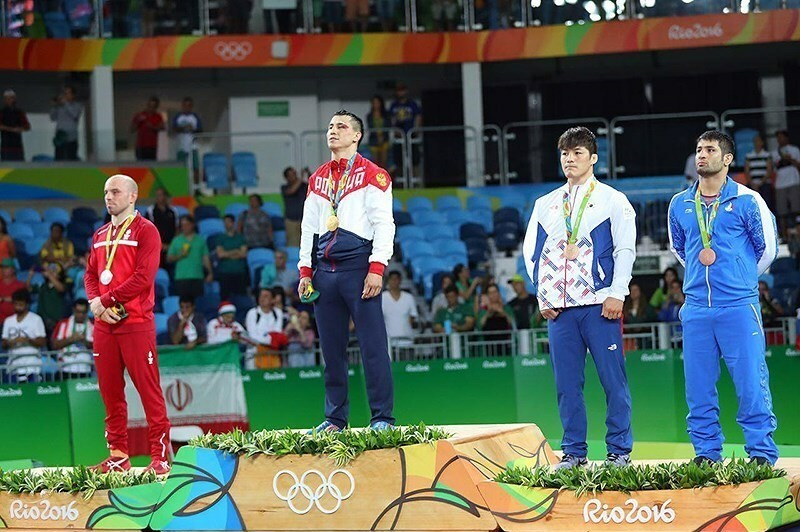
Награждение победителей соревнований на Олимпиаде 2016 года. В центре — Роман Власов.

- 2004, 2005, 2006 годы — победитель международного юношеского турнира по греко-римской борьбе на призы Александра Карелина;
- 2006 год — победитель первенства Европы среди юношей (Стамбул, Турция);
- 2007 год — мастер спорта РФ, победитель первенства Европы среди юношей (Варшава, Польша),
- 2010 год — победитель первенства мира среди молодёжи (Будапешт, Венгрия), мастер спорта международного класса РФ;
- 2011 год — победитель международного турнира «Гран-при Ивана Поддубного», бронзовый призёр чемпионата Европы (Дортмунд, Германия), чемпион России (Красноярск), чемпион мира (Стамбул, Турция), заслуженный мастер спорта РФ;
- 2012 год — победитель международного турнира «Гран-при Ивана Поддубного», чемпион Европы (Белград, Сербия), победитель XXX Олимпийских игр (Лондон, Великобритания).
- 2013 год — победитель международного турнира «Гран-при Ивана Поддубного», победитель Кубка мира (Тегеран, Иран), чемпион Европы (Тбилиси, Грузия), победитель XXVII Всемирной летней Универсиады (Казань, Россия), серебряный призёр чемпионата мира (Будапешт, Венгрия).
- 2015 год — чемпион мира (Лас-Вегас, США).
- 2016 год — победитель Игр XXXI Олимпиады (Рио-де-Жанейро, Бразилия).
- 2017 год — победитель Кубка мира (Абадан, Иран), чемпион России (Владимир).
- 2018 год — победитель международного турнира «Гран-при Ивана Поддубного» (Краснодар), чемпион Европы (Каспийск, Россия)
- 2019 год — чемпион России (Калининград), чемпион Европы (Бухарест, Румыния).
- 2020 год — победитель Кубка России (Уфа), победитель Кубка Мира (Белград, Сербия).
- 2021 год — чемпион мира (Осло, Норвегия).
- 2022 год — чемпион России (Суздаль).

## Награды
- Орден Почёта (25 августа 2016 года) — за высокие спортивные достижения на Играх XXXI Олимпиады 2016 года в городе Рио-де-Жанейро (Бразилия), проявленные волю к победе и целеустремлённость[3].
- Орден Дружбы (13 августа 2012 года) — за большой вклад в развитие физической культуры и спорта, высокие спортивные достижения на Играх XXX Олимпиады 2012 года в городе Лондоне (Великобритания)[4].
- Почётная грамота Президента Российской Федерации (19 июля 2013 года) — за высокие спортивные достижения на XXVII Всемирной летней универсиаде 2013 года в городе Казани[5].
- Лучший спортсмен России 2015 года.